# رابطة الاعتماد الفلبينية للمدارس والكليات والجامعات
جمعية الاعتماد الفلبينية للمدارس  والكليات والجامعات  (PAASCU), هي مؤسسة تطوعية وغير ربحية وغير مسجلة لدى لجنة الأوراق المالية والبورصات في الفلبين.
انها منظمة خدمية تعتمد البرامج الأكادمية التي تلبي المعايير المقبولة عموما لجودة التعليم.
(PAASCU) هي هيئة اعتماد تتألف من مؤسسات تعليمية خاصة مختلفة تقوم بختم المدارس الخاصة الأخرى بمعايير الجودة التي تم الحصول عليها فيما يتعلق ببرامجها.

## التاريخ
تأسست PAASCU في 5 نوفمبر 1957 كشركة خاصة وتطوعية وغير هادفة للربح وغير مساهمة. وافق مكتب التعليم والثقافة (الآن وزارة التعليم) رسميًا على PAASCU كوكالة اعتماد في نوفمبر 1967.[1]
في عام 1977 تم تأسيس اتحاد وكالات الاعتماد في الفلبين وأحد أعضائه المؤسسين الثلاثة هو PAASCU.
في عام 1991، تم إنشاء الشبكة الدولية لوكالات ضمان الجودة في التعليم العالي (INQAAHE) وأحد أعضائها المؤسسين هو PAASCU. INQAAHE هي جمعية دولية تضم أكثر من 200 منظمة تنشط في النظرية والممارسة في مجال ضمان الجودة في التعليم العالي. [2]
PAASCU هو أيضًا أحد الأعضاء المؤسسين لشبكة الجودة في آسيا والمحيط الهادئ (APQN). تم إنشاء APQN بغرض تلبية احتياجات وكالات ضمان الجودة في التعليم العالي. [3] .

## البرامج معتمدة من (PAASCU)
هذه هي البرامج التي تم اعتمادها من (PAASCU)
| الرقم | البرنامج                      |
| ----- | ----------------------------- |
| 1     | المحاسبة                      |
| 2     | الزراعة                       |
| 3     | التعليم الطبي الاساسي         |
| 4     | ادارة اعمال                   |
| 5     | علوم الحاسب                   |
|       | تكنولوجيا معلومات             |
|       | ادارة معلومات                 |
|       | نظم المعلوات                  |
| 6     | العدالة الجنائية              |
| 7     | التعليم                       |
|       | الابتدائي                     |
|       | الثانوية                      |
| 8     | الهندسة                       |
|       | الهندسة المدنية               |
|       | الهندسة الكيميائية            |
|       | هندسة الالكترونيات والاتصالات |
|       | الهندسة الصناعية              |
|       | هندسة التصنيع والادارة        |
|       | الهندسنة الميكانيكية          |
| 9     | ريادة الاعمال                 |
| 10    | التعليم العالي                |
|       | الاداب والعلوم                |
|       | ادارة الاعمال                 |
|       | التعليم                       |
|       | التمريض                       |
|       | الصحة العامة                  |
| 11    | ادارة الضيافة                 |
| 12    | التصميم الداخلي               |
| 13    | الفنون الليبرالية             |
| 14    | التكنولوجيا الطبية            |
| 15    | تمريض                         |
| 16    | التغذية والحمية               |
| 17    | العلاج الوظيفي                |
| 18    | صيدلة                         |
| 19    | تكنولوجيا اشعة                |
| 20    | العمل الاجتماعي               |
| 21    | سياحة                         |

## المعايير
يحكم PAASCU على مؤسسة ليس من خلال المقارنة مع المؤسسات الأخرى ولكن في المقام الأول من خلال الدرجة التي تتوافق بها الأغراض المعلنة لكل مؤسسة مع الممارسة الفعلية في مختلف المجالات التي يتم تقييمها. وبالتالي، يتم الحكم على المدرسة على أساس «النمط الكلي» الذي قدمته.